# Entropia warunkowa
Entropia warunkowa – wartość używana w teorii informacji. Mierzy, ile wynosi entropia nieznanej zmiennej losowej {\displaystyle Y,} jeśli wcześniej znamy wartość innej zmiennej losowej {\displaystyle X.} Zapisuje się ją jako {\displaystyle H(Y|X)} i tak jak inne entropie mierzy w bitach.
Intuicyjnie entropia ta mierzy, o ile entropia pary zmiennych {\displaystyle X} i {\displaystyle Y} jest większa od entropii samej zmiennej {\displaystyle X,} czyli ile dodatkowej informacji dostajemy na podstawie zmiennej {\displaystyle Y,} jeśli znamy zmienną {\displaystyle X.}

## Definicja
Formalnie dla dyskretnych zmiennych losowych {\displaystyle X} i {\displaystyle Y} entropia {\displaystyle Y} warunkowana przez {\displaystyle X} może być zdefiniowana jako:
{\displaystyle H(Y|X)=\sum _{x\in X}p(x)H(Y|x),}
gdzie:
{\displaystyle H(Y|x)=\sum _{y\in Y}p(y|x)\log {\frac {1}{p(y|x)}}.}
A zatem:
{\displaystyle H(Y|X)=\sum _{x\in X}p(x)\sum _{y\in Y}p(y|x)\log {\frac {1}{p(y|x)}}.}
Wzór ten można zapisać również jako:
{\displaystyle H(Y|X)=-\sum _{y\in Y}\sum _{x\in X}p(x,y)\log {\frac {p(x,y)}{p(x)}}.}
W przypadku ciągłych rozkładów sumowanie należy zastąpić przez całkowanie:
{\displaystyle H(Y|X)=-\int \limits _{Y}\int \limits _{X}p(x,y)\log {\frac {p(x,y)}{p(x)}}\;dx\,dy,}
gdzie {\displaystyle p(x,y)} oznacza funkcję gęstości prawdopodobieństwa pary zmiennych, a {\displaystyle p(x)} jest gęstością prawdopodobieństwa {\displaystyle X.}
Alternatywnie tę samą definicję można zapisać jako
{\displaystyle H(Y|X)=H(X,Y)-H(X),}
gdzie {\displaystyle H(X,Y)} oznacza entropię produktową {\displaystyle X} i {\displaystyle Y,} a {\displaystyle H(X)} oznacza entropię {\displaystyle X.}
Jeśli {\displaystyle X} i {\displaystyle Y} są niezależne, poznanie {\displaystyle X} nie daje żadnych informacji o {\displaystyle Y.} Wtedy entropia warunkowa jest po prostu równa entropii {\displaystyle Y{:}} {\displaystyle H(Y|X)=H(Y).}
Z drugiej strony, jeśli {\displaystyle Y} jest funkcją {\displaystyle X,} to poznanie {\displaystyle X} całkowicie determinuje wartość {\displaystyle Y.} Wtedy {\displaystyle H(Y|X)=0.}

## Własności
Dla dowolnych {\displaystyle X} i {\displaystyle Y} zachodzi:
{\displaystyle H(Y|X)=H(X,Y)-H(X)} (reguła łańcuchowa dla entropii)
{\displaystyle H(Y|X)\leqslant H(Y)}
{\displaystyle H(Y|X)=H(X|Y)-H(X)+H(Y)} (twierdzenie Bayesa dla entropii)
{\displaystyle H(X,Y)=H(X|Y)+H(Y|X)+I(X;Y)}
{\displaystyle H(X,Y)=H(X)+H(Y)-I(X;Y)}
{\displaystyle I(X;Y)\leqslant H(X)}
gdzie {\displaystyle I(X;Y)} to informacja wzajemna między {\displaystyle X} i {\displaystyle Y.}

Jeśli {\displaystyle X} i {\displaystyle Y} są zdarzeniami niezależnymi:
{\displaystyle H(Y|X)=H(Y)}
 Pomimo iż wartość wyrażenia {\displaystyle H(Y|X=x)} może być zarówno większa, jak i mniejsza od {\displaystyle H(Y),} entropia warunkowa {\displaystyle H(Y|X)} jest zawsze niewiększa niż {\displaystyle H(Y).} Wartość {\displaystyle H(Y|X=x)} równa jest zero w szczególnym przypadku, gdy {\displaystyle Y} jest funkcją zmiennej {\displaystyle X.}